# Dahra (Chlef)
Pour les articles homonymes, voir Dahra.
 (mai 2018).
Dahra est une commune de la wilaya de Chlef en Algérie, située à 90 km au nord-ouest de Chlef.

## Géographie

### Situation
La commune de Dahra est limitée au sud par les communes de Mediouna et Sidi M'hamed Ben Ali (wilaya de Relizane), à l'est par la commune de Taougrite (chef lieu de Daïra), à l'ouest par les communes de Negmaria Ouled Riah, Ouled Boughalem et Achâacha (Mostaganem) et au nord par la Méditerranée ainsi que la commune d'El Mersa.
| Wilaya de Mostaganem | mer méditerranéenne | El Marsa (Chlef)   |
| Wilaya de Mostaganem | Dahra (Chlef)       | Taougrite          |
| Wilaya de Mostaganem | Wilaya de Relizane  | Wilaya de Relizane |

### Relief, géologie, hydrographie
- Relief : montagneux
- Climat : méditerranéen
- Massif forestier : 492 ha
- Surface Agricole Utile : 1722 ha

### Transports
- Route Nationale : 8 km
- Chemin de Wilaya : 25 km
- Chemin de Commune : 94,9 km

### Routes
La commune de Dahra est desservie par plusieurs routes nationales:
- Route nationale 11: RN11 (Route d'Oran).

### Lieux-dits, quartiers et hameaux
Deux importantes agglomérations : Bordj El Baâl et Sidi Moussa Chlef. La Commune de Dahra comprend aussi, d’autres douars et villages, tels que : Ch'âïbia, Dechria, D'hamnia, Diour, H'nachria, M'harzia, Othamnia, Souk Larab'â, Ouled Cheikh, Ouled Abdelkader, Ouled Belkacem, Ouled Bouzid, Rdajaïmia, Tamist, etc.

### Urbanisme et habitat social
La commune a bénéficié de nombreuses aides de l'État en matière de logement rural, et qui a été réparti sur les trois centres sub-urbains (chef lieu de la commune, Sidi Moussa et Bordj El Baal) ainsi que les autres villages et douars. Cependant, la municipalité n'a eu que quelques logements en matière de logement social.

## Histoire
Vu la situation géographique de la commune (position entre trois Wilayates: Chlef, Mostaganem et Relizane), la population de la commune a participé aux soulèvements durant la Guerre d'Algérie dès son déclenchement. D'après les sources locales, il y a eu plusieurs batailles dans la région, entre les maquisards algériens et l'armée française. On cite, entre autres, la bataille de Millane (en 1957) et la bataille de Bouchekkif, près de Sidi Moussa.
La commune de Dahra fait actuellement partie de la Wilaya de Chlef. Cette dernière faisait partie de la Wilaya IV historique  selon le découpage établi par le FLN, au Congrès de la Soummam, alors que la commune de Dahra était rattachée à la Wilaya historique V (Oranie).
Les épisodes appelés les « enfumades du Dahra » sont restés célèbres.

## Population
La population appartient à la tribu des Ouled Younes issue de la grande confédération berbère Maghraoua qui donnent pendant longtemps leur nom au Dahra qui les a recueillis ( Djebel Maghraoua ),,,.
Le cap Maghraoua situé à l'entrée ouest du village Guelta rappelle aujourd'hui cette grande tribu 

## Démographie
La commune de Dahra compte 25 000 habitants, dont environ 19 000 habitants dans la région de Sidi Moussa et ses environs.

## Administration et politique
La municipalité est gérée depuis 2002, par Kariche Abdelbaki. Il a eu deux mandats successifs 2002-2007 et 2007-2012. L'Assemblée Populaire Communale (Conseil Municipal) compte 11 membres (conseillers), dont un maire et cinq adjoints.

## Économie
La commune ne compte aucune usine. On y dénombre quelques petits commerces dans les trois centres sub-urbains et les autres villages. Le premier employeur de la municipalité est le secteur de l'Éducation nationale. On y compte deux lycées : un, au niveau du chef lieu de la commune et un autre à Sidi Moussa. Il y a aussi, trois collèges et un autre est en cours de réalisation à Bordj El Baal. La contrée comprend, à peu près, une vingtaine d'écoles primaires.

## Vie quotidienne
La population de la commune de Dahra vit principalement de l'agriculture et de l'élevage.

## Patrimoine
Un monument dédié à la mémoire des combattants et victimes morts durant la guerre d'Algérie a été érigé en un lieu sis entre Sidi Moussa et Ouled M'ghachou, théâtre de la bataille de Bouchekkif.
Il y a une guerite : La Guérite de Sidi Moussa, qui remonte à l'époque coloniale française utilisée comme point d'observation des mouvements des maquisards algériens par l'armée française durant la Guerre d'Algérie 

## Personnalités
- Ziri Ibn Attia / chef berbère originaire du Dahra (anciennement appelé Mont Maghraoua ou Djebel Safah -Daïra Boukadir  (chef-lieu) - Wilaya de Chlef ) bastion de la tribu Maghraoua , fondateur en 993 de la ville de Oujda -  Maroc
- Cheikh Ibn Eddine Zerrouki (1913-1957), est un savant et martyr de la guerre de libération.